# Polietismo temporal
El polietismo temporal es un sistema de distribución de tareas por etapa de vida en las colonias de insectos eusociales. Etimológicamente la palabra tiene origen del griego, poli- del griego “polys” que significa muchos y -etismo del griego “ethos” que significa comportamiento; temporal hace referencia al paso del tiempo. El término parece haber sido registrado por primera vez por Charles Butler en su texto la Monarquia femenina de las abejas de 1609 y seguidamente re-registrado por Dönhoff en 1855.

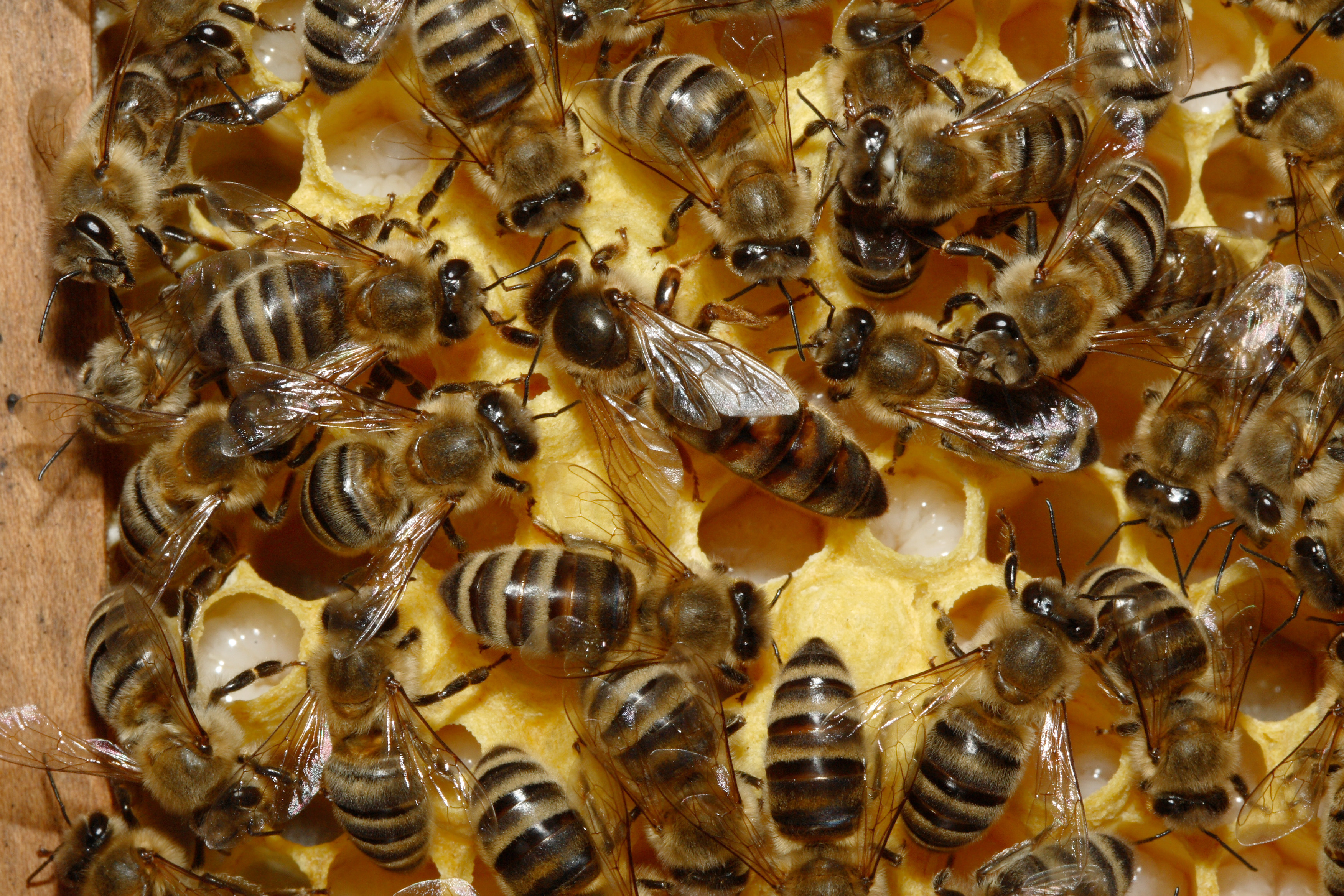
Abejas melíferas obreras trabajando la colmena

A cada individuo se le encomiendan diferentes labores específicas durante su desarrollo, de forma que le permite a la colonia funcionar en unidad. Es una respuesta a problemas en la organización social de la colonia donde miembros no especializados podrían estorbar en el desarrollo de una tarea común.
Es un fenómeno ampliamente identificado en himenópteros y está regulado por niveles de hormonas.
Desde que el insecto sale de la pupa el organismo se enfrenta a cambios fisiológicos que le permiten apropiarse de sus diferentes tareas que se les encomiendan: suelen empezar con tareas internas de la colonia como cuidado de otras crías, luego avanzan progresivamente hacia el mantenimiento del nido hasta alcanzar las actividades externas, como el forrajeo. 

## Implicaciones para las colonias
Les provee una ventaja para la resolución de tareas complejas a partir del particionamiento de estas, para que sean ejecutadas secuencialmente por distintos individuos. Esta división del trabajo por especialidades optimiza el consumo de energía de la colonia, ya que se enfoca la experiencia y las habilidades motoras y sensoriales en ubicaciones específicas. Asimismo, el trabajo en equipo organizado les beneficia para la obtención de su alimento, evadir la depredación y su apareamiento.  

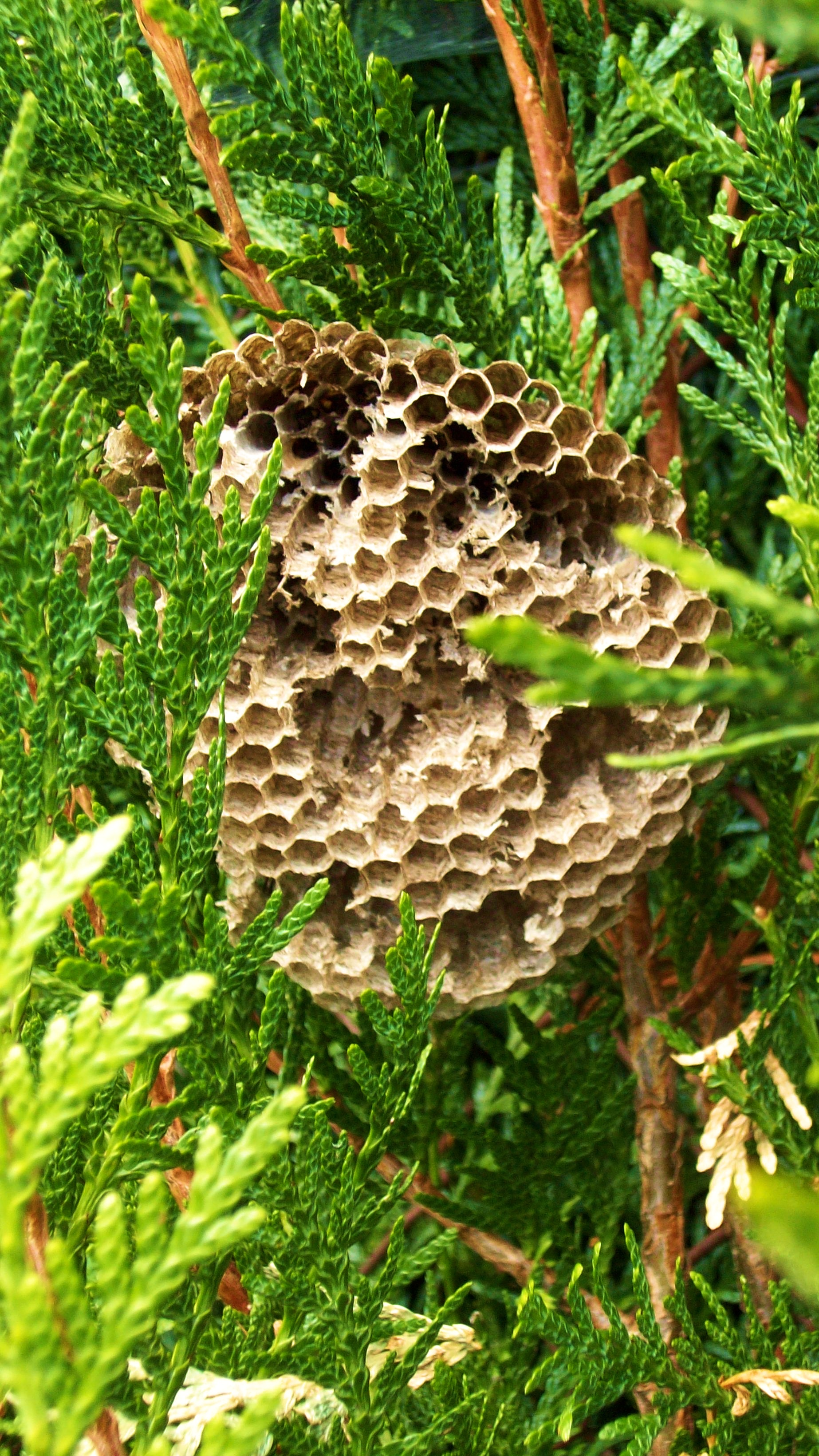
Panal de avispa

En el transcurso de la evolución, cuando se presentan niveles más grandes de eusocialidad, hay una tendencia a producir patrones cada vez más elaborados de división temporal del trabajo, los casos más extremos son las abejas de la miel y meliponinos. 
El polietismo temporal, en hormigas y termitas, es típica mente una secuencia que va desde el trabajo en el nido y el cuidado de la larva hasta la búsqueda del alimento, donde se presentan cambios en la programación y morfología, mientras que grupos como las abejas y avispas se basan casi exclusivamente en el polietismo temporal. Por otro lado, esta repartición de tareas está débilmente desarrollada o ausente en las castas obreras de ciertas abejas y avispas, por ejemplo, Bombus y Polistes.

## Cambios hormonales en el polietismo
La anatomía de las abejas cuenta con diferentes glándulas las cuales tienen diferentes funciones. No todos los órganos de las abejas funcionan al mismo tiempo, incluso tienen algunos que no han sido desarrollados cuando la abeja nace sino que se activan o se modifican en el transcurso de la vida del insecto. Estos cambios en los órganos de las abejas ocurren por varios procesos hormonales, en los cuales las hormonas son producidas en los ovarios y en el cuerpo graso. Esto muestra que en las abejas nodrizas la hormona vitelogenina está en altas cantidades, y en las abejas pecoreadoras está en menores cantidades al contrario que la hormona juvenil. Mientras van cambiando las hormonas en las abejas van cambiando las glándulas y órganos de estos insectos.
La abeja adulta empieza su vida cuando concluye su estadio de pupa, la primera labor que tiene en la colonia es ser una abeja nodriza, estas son las abejas que tienen altas cantidades de la hormona vitelogenina en su cuerpo graso. Lo que pasa en las glándulas hipofaríngeas es que reciben la señal de esta hormona para producir jalea real. Como las abejas nodrizas consumieron mucho de sus reservas en cuanto a grasa deben alimentarse mucho para saciarse. Una vez la abeja esté saciada gracias al polen fresco que consumió, la glándula hipofaringea de esta es estimulada y produce la jalea.
Después de una semana de vida de la abeja sus glándulas cereras ya están desarrolladas lo suficiente para el proceso de secreción de cera, esto es cuando las abejas obreras tienen la labor de construir los panales. En este momento la glándula hipofaringea de las abejas cambia y empieza a producir enzimas digestivas las cuales procesarán el néctar obtenido en las flores y así transformarlo en miel. En esta etapa de la vida la abeja ya sería un insecto de mediana edad y tendría la labor de transportar la miel dentro de la colonia.
El siguiente estadio de desarrollo en las abejas es cuando tienen 3 semanas de vida, tiempo en el que presentan cambios hormonales que les permite empezar a secretar unas hormonas nuevas y regular la secreción de otras. Este es el momento en el que las glándulas de veneno empiezan a funcionar, la abeja ahora sería centinela y sus labores en la colonia son proteger la piquera y ahuyentar cualquier tipo de intrusión.
Del polietismo dependen las organizaciones y labores de las abejas en la colonia. Cada abeja sabe cuál es su labor debido a la cantidad y el tipo de hormonas que posea y gracias al desarrollo que van adquiriendo las abejas a lo largo de su vida.

## Repartición de las tareas y órdenes superiores en abejas
Una colmena de las abejas tiene entre 15,000 y 60,00 habitantes. Las colmenas de las abejas han sido muy exitosas durante muchos años, estas colmenas funcionan como una sociedad jerarquizada según la tarea y la edad de las abejas. Las abejas viven alrededor de 30 días y la colmena se va regenerando con las nuevas generaciones
La mayoría de la colonia está conformada por abejas obreras las cuales tienen la tarea de recolectar polen, hacer panales, cuidar a las crías y al panal y son las que más trabajan y son todas hembras. En el grupo de las abejas obreras unas tienen más poder que otras, las abejas de mayor edad son las que lideran y mandan al grupo, son las encargadas de dividir el trabajo. Dependiendo de la edad y la etapa de cada abeja se le asignan labores con cierto grado de complejidad. 
- La primera etapa: En esta etapa se encuentran las abejas entre 1 y 10 días, son las encargadas de limpiar las celdas y del cuidado de las crías gracias a que sus glándulas alimenticias ya se han formado y desarrollado correctamente.
- En la segunda etapa están las abejas que tienen entre 10 y 20 días de vida cuando ya tienen desarrolladas las glándulas cereras con las que es generada la cera. Estas abejas trabajan dentro y fuera de la colmena y sus actividades son de construcción, repartir alimentos, apisonado de los almacenes de polen, limpiar y vigilar la colmena. Pueden volar hasta 9 km y medio y siempre vuelven al mismo panal. Cuando una de ellas encuentra comida en algún lugar se comunica con las otras por medio de baile y por medio de estos movimientos les indica el lugar donde ha encontrado alimento.
- En la tercera etapa están las abejas que tienen más de 20 días de vida y su labor es la recolección de néctar, propóleos, agua y polen. El cargo de estas abejas es el de pecoreadora y sus glándulas alimenticias y cereras son atrofiadas. Los datos del cuerpo de las abejas obreras son una longitud del cuerpo de 12 a 13 mm con un peso de 100 mgrs, tienen 6,000 facetas en los ojos, una lengua larga de 5 a 7 mm y patas con cestillo.

En la colmena también encontramos una abeja reina, esta abeja tiene la función principal de la reproducción de la colmena, es la única que pone huevos y puede poner entre 1500 y 2000 huevos al día y en abejas jóvenes este dato puede ser mayor. La abeja reina puede empezar a ser fecundada a partir de los seis días de vida y después de realizar unos vuelos de fecundación llamados vuelo nupcial, este es normalmente realizado en horas de la tarde y con una duración de 10 a 20 minutos. La fecundación de la abeja reina puede ser realizada por varios machos, esto crea un material genético muy diverso, este es almacenado en la espermateca, de este proceso resultará una gran familia. La longitud del cuerpo de una abeja reina va de 18 a 20 mm, tiene un peso de alrededor de 250 mgrs, las facetas en sus ojos son 5.000, la longitud de la lengua es muy corta y poseen patas sin cestillo.
Los otros miembros que encontramos en una colmena de abejas son los de los que menos cantidad se encuentra, los zánganos. Son los machos de la colmena son de cuerpo pequeño y ojos grandes. Son los encargados de transportar el alimento dentro de la colmena por el proceso de trofalaxis, ayudan proporcionándoles calor a las crías para que estas puedan nacer. Cuando llega el otoño el número de las abejas macho disminuye ya que la puesta real desciende. El cuerpo de los zánganos mide unos 15 mm, pesa alrededor de 230 mgrs, tienen 13.000 facetas en sus ojos, la lengua es muy corta y poseen patas sin cestillo.

## Relación del polietismo con los cambios morfológicos en diferentes familias y órdenes.

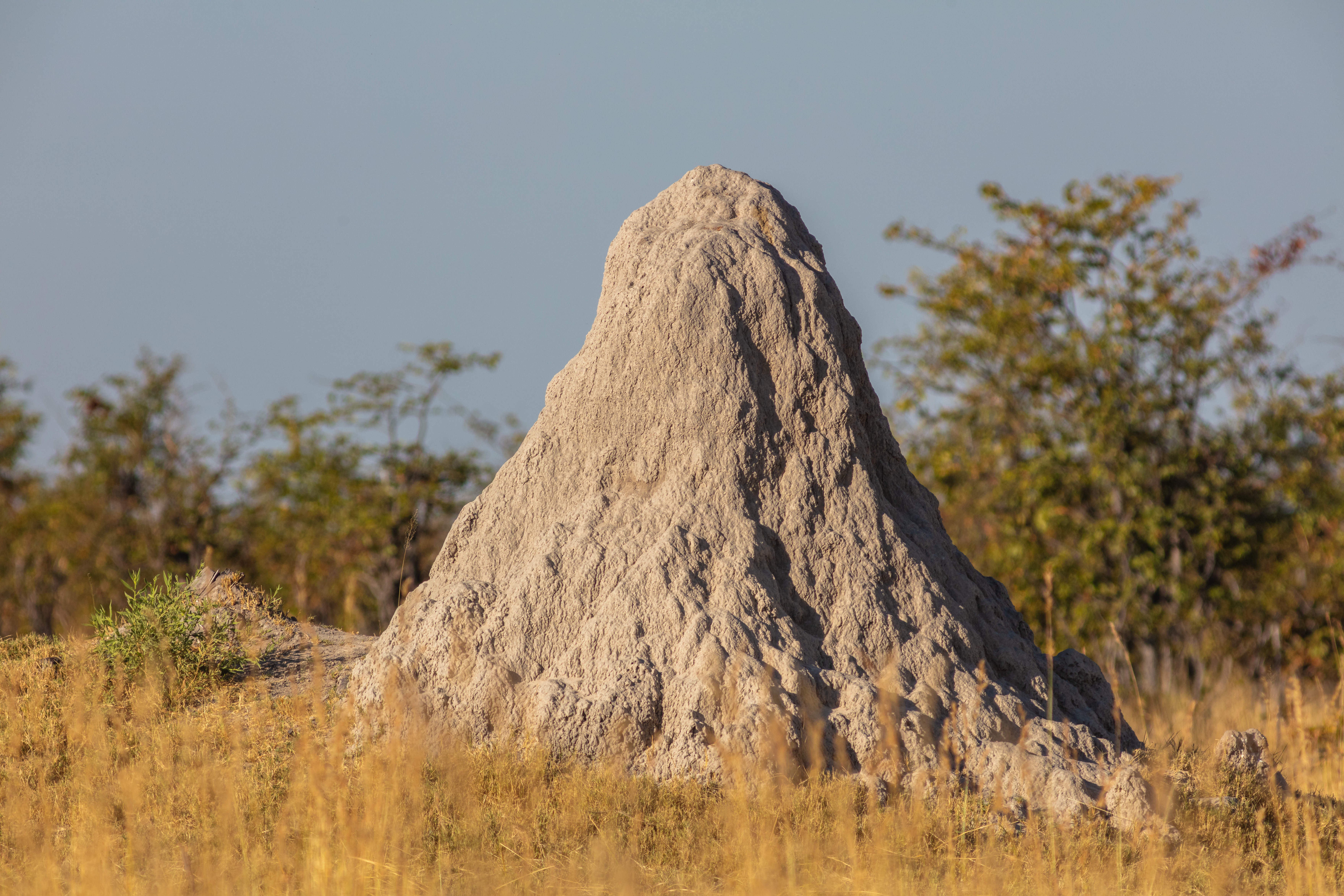
Colonia de termitas

Se ha observado que todos los insectos sociales manifiestan algún grado de polimorfismo, y que aquellos tipos diferentes de individuos se les denomina castas. 
La determinación de castas es un fenómeno del desarrollo, el cual está regulado por la presencia o ausencia de algunas sustancias y hormonas que son proporcionadas por un individuo de la colonia a otro individuo cuando este está en sus estados inmaduros.
- Termitas: estas viven en un nido el cual construyen en el substrato, generalmente el suelo. Estos pueden ser gigantes y estructuralmente muy complejos. Las termitas difieren de los himenópteros en que las obreras son individuos estériles de ambos sexos, y dado que su desarrollo es hemimetábolo, estas puedes estar tanto en sus estadios juveniles como en los adultos. Las obreras en las colonias de termitas construyen, mantienen y sustentan la colonia, incluso incluyen una casta diferente que llamamos los soldados, estos individuos tienen la cabeza y mandíbulas más grandes en proporción que el resto de su cuerpo y defienden la colonia. Las obreras, incluyendo los soldados, son insectos ápteros, es decir, sus alas aparecen en machos y reinas solamente durante el breve vuelo nupcial, durante este también ocurre el apareamiento y la dispersión.  Además, en las colonias de termitas hay un macho reproductor el cual es un miembro permanente de la colonia. Hay algunas especies que cultivan hongos para su fuente de alimento, pero la mayoría de estas se alimentan de la celulosa, y para la digestión de esta cuentan con simbiontes flagelados, dichos simbiontes pasan de una termita a otra a través de secreciones anales y esto parece ser un factor importante en la evolución del comportamiento social de las termitas.
- Hormigas: en las colonias de hormigas hay ciertas similitudes con las de las termitas ya que suelen alojarse en un sistema de túneles en el suelo, en la madera o bajo piedras, y por la presencia de una casta de soldados como observamos en las termitas. Curiosamente se han observado comportamientos de hormigas que atacan hormigueros de otras especies con el fin de robar las larvas y pupas ajenas, para así criarlas como “esclavas” . El cultivo de jardines de hongos surgió de forma independientes en hormigas y termitas. Como ocurre en abejas y avispas, las hormigas obreras y soldados son siempre hembras estériles y cuando tienen alas únicamente perduran durante el periodo nupcial de los machos y hembras reproductores, es este momento ocurre el apareamiento, pero además de esto, el macho nunca se convierte en una parte funcional de la colonia.
- Abejas y avispas: en estos organismos se puede evidenciar un polimorfismo mucho menos desarrollado que en los dos anteriores. Aquí no presenciamos casta de soldados y las obreras son aladas, aunque muchos exhiben notables adaptaciones para una organización social específica, a continuación se presentará un ejemplo icónico.[7]

### Apis mellifera

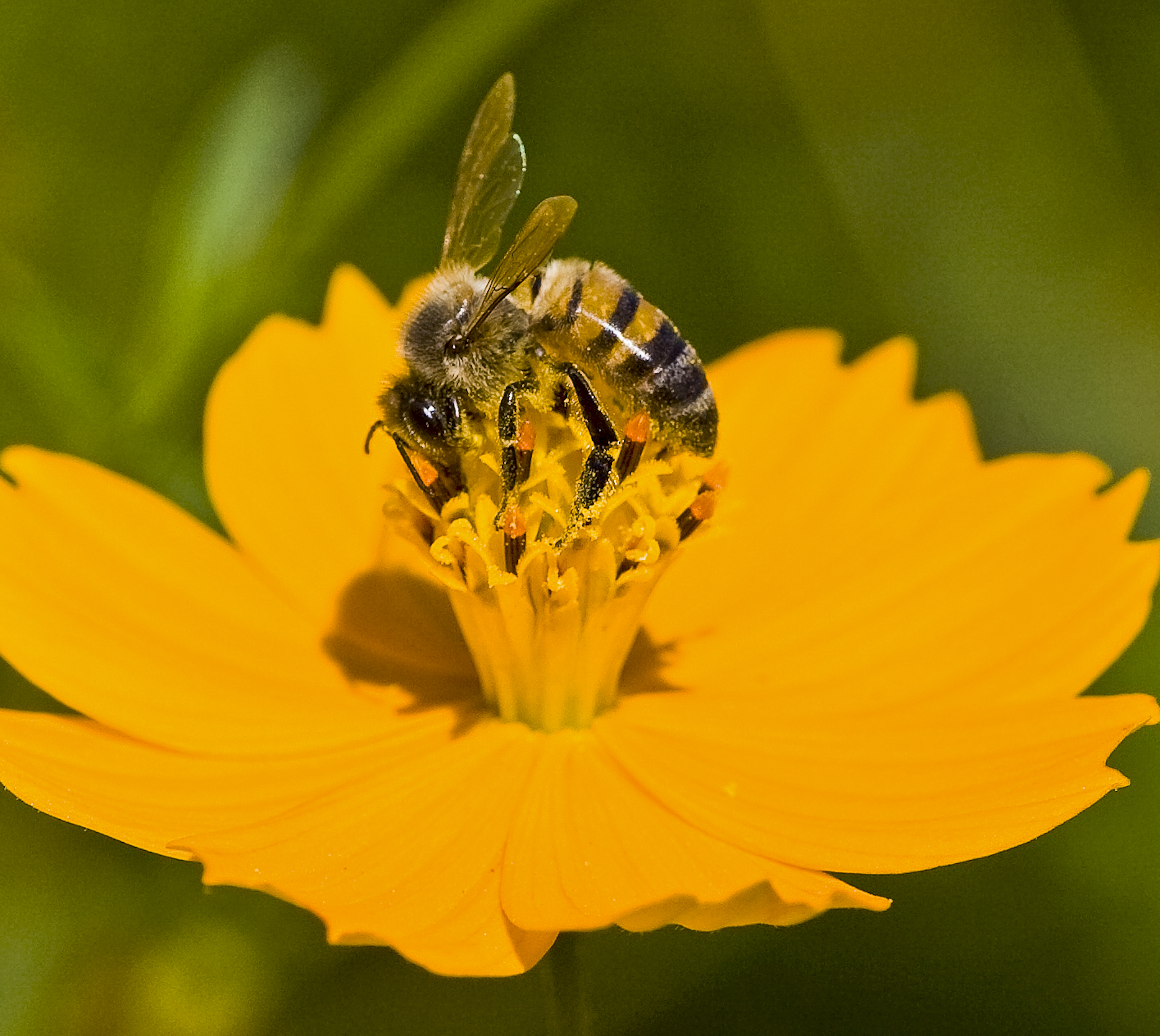
Apis mellifera exploradora, tomando néctar y dispersando polen.

La abeja, Apis mellifera, es el insecto social más estudiado hasta el momento. Se cree que esta especie se originó en África y que recientemente invadió las regiones templadas, y a diferencia de ciertas abejas y avispas sociales de las mismas regiones, esta colonia melífera puede sobrevivir al invierno. La multiplicación de colonias ocurre por división de una colonia inicial, por un procedimiento denominado enjambramiento. Estimulada por la multitud de abejas obreras, la reina madre se va de la colmena junto con un enjambre, es decir, una parte de las abejas obreras, con el fin de fundar una nueva colonia. En aquella colonia que dejó atrás pueden, quedar varias reinas en desarrollo o solo una, en todo caso la colonia antigua contiene alrededor de un tercio del número original de obreras. Prosiguiendo, la abeja reina realiza múltiples vuelos nupciales durante los cuales se aparea con zánganos, es decir, machos, y acumula suficiente semen hasta el último de sus días con vida, mientras que el zángano muere cuando sus órganos reproductores explotan dentro de la hembra. 
La reina puede poner 1000 huevos al día, razón por la cual las colonias de las abejas melíferas son muy grandes, sin embargo la vida de las obreras es corta. El alimento que las obreras nodrizas proporcionan a las larvas en desarrollo es el responsable de la esterilidad de estas, especialmente en otras obreras. Este comportamiento nodriza de las obreras resulta ser una respuesta a la feromona “sustancia reina” producida, como dice su nombre, por las glándulas mandibulares de la reina, y cuando está por aproximarse el enjambramiento, o cuando la vitalidad de la reina empieza a disminuir, también disminuye la producción de dicha feromona. En ausencia del efecto inhibidor de la feromona, las obreras nodrizas construyen “celdillas reales” dentro de las cuales dejan huevos, una gran cantidad de alimento y jalea real, es decir, una secreción de las glándulas hipofaríngeas de las obreras nodrizas, las cuales toman las larvas durante su desarrollo para convertirse en reinas, en los próximos 16 días, aproximadamente. Al mismo tiempo que se están desarrollando las reinas, también depositan huevos sin fecundar en celdillas semejantes a las de las obreras, sin embargo estos huevos haploides originan zánganos. 
Finalmente, en el polietismo temporal se puede describir el notable carácter de la organización social de estas abejas cuando ocurre la división temporal del trabajo de las obreras. La primera actividad de las abejas obreras es el mantenimiento en el interior de la colmena, durante este periodo se secreta cera mandibular, así como secreciones de otras glándulas implicadas en la construcción del panal, se almacena alimento y se lleva a cabo el cuidado de las larvas. Aproximadamente 3 semanas después, dicha actividad glandular declina y la abeja empieza un periodo exclusivo a la búsqueda de alimento fuera de la colmena, este viene siendo el último servicio para la colonia. Curiosamente se ha observado que las múltiples funciones que realizan la abejas obreras durante su vida, no son estrictamente secuenciales, sino que más bien una obrera cambia de una tarea a otra de una forma que parecería espontánea, estas reposan, patrullan, limpian las cámaras, comen polen, cuidan las crías, construyen el panal, recubren el panal, extienden polen, recolectan, atienden las danzas de las otras, básicamente así se comunican las abejas exploradoras, y hacen vuelos de juego. Aunque también se ha observado que las más viejas pasan más tiempo reposando y patrullando. Patrullar se entiende como la determinación de las necesidades de la colmena. Esta labor más la capacidad de las obreras de cambiar su tarea como se mencionó antes, permite a la colonia ajustarse a los cambios de las condiciones del medio, razón por la cual han sido tan exitosas.